# Felip de Malla
Felip de Malla –citat també com a Felipe de Medalia (castellà)– (Barcelona, 1380 - Barcelona, 12 de juliol de 1431) fou el 17è president de la Generalitat de Catalunya (1425-1428), canonge degà d'Osca (1423), almoiner de la seu d'Elna (1423) i ardiaca major de la seu de Barcelona (1424-1431).
Inicià joveníssim la seva formació en lletres i filosofia a la Universitat de Barcelona i, més tard, a Lleida. Culminà la seva formació en teologia, dret civil i dret canònic a París, on es diu que ensenyava “sagrades lletres” amb només divuit anys, universitat de la qual acabaria sent “mestre d'arts” i catedràtic de teologia. Brillant orador i autor d'estil classicitzant, la seva obra manuscrita és molt extensa, i la seva contribució més destacada és el Memorial del pecador remut, un tractat ascètic sobre el cristianisme, el paganisme i el judaisme. Amb l'aparició de la impremta, se'n varen fer dues edicions el 1483 i 1495.
Protegit del papa Luna i del rei Martí l'Humà, que, el 1408, el nomenà conseller e promotor dels negocis de la cort, càrrec que mantingué amb Ferran I i amb Alfons IV el Magnànim.
Al concili de Constança (1414-1418) obtingué sis vots per ocupar la seu papal de Roma, i en la qual fou escollit el que prendria el nom de Martí V, de qui feu una pública lloança molt reeixida.
Durant el seu mandat al front de la Diputació del General, va haver de lluitar contra el distanciament progressiu entre el rei i el Principat de Catalunya, que ja venia des de les corts de Barcelona (1421). La imposició de castellans en les institucions, la poca preocupació reial pels seus dominis, capficat com estava el rei Alfons pels afers de Nàpols, o l'intent de fer un feu a Cervera per col·locar el seu germà Pere de Trastàmara són alguns dels episodis polítics que tensaren la relació. A tot això cal afegir, d'entre les preocupacions que li va tocar afrontar, les epidèmies de pesta i el terratrèmol de Catalunya de 1428.
A la seva mort, gaudia de diverses prebendes, entre aquestes: la rectoria de l'església del Pi, el càrrec d'arxidiaca major i canonge de Barcelona, una canongia a la catedral de Girona, i una pabordia a València.